# I Got You (cântec de Leona Lewis)
I Got You este cel de-al doilea disc single extras de pe albumul Echo, al cântăreței de origine engleză Leona Lewis. Comercializarea cântecului a început, în S.U.A., la data de 8 decembrie 2009, iar pentru a-l promova Lewis a avut o apariție în emisiunea Late Night with David Letterman.